# Freda Huson
Freda Huson, née le 24 mai 1964 à Smithers, Colombie-Britannique, chef Howilhkat de la Première nation Wet'suwet'en au Canada depuis 2019, est une militante des droits autochtones du peuple Wet'suwet'en. Elle est chef d'une partie du clan de la Maison Sombre des Wet'suwet'en.
Huson établit le camp de guérison et de protestation Uni'stot'en (en) sur le territoire qui est devenu le territoire reconnu par le gouvernement fédéral de la nation Wet'suwet'en. Elle est une leader de l'opposition contre la construction de gazoducs. Depuis 2010, elle vit sur ses terres ancestrales à Talbeetskwa, le long de la rivière Morice en Colombie-Britannique avec ses enfants.
Ces dernières années, ses actions permettent une prise de conscience sur la revendication de la culture autochtone.

## Vie privée
Huson est née à Smithers, en Colombie-Britannique, en 1964.
Elle était mariée à Toghestiy (Warner Naziel), chef Smogelgem héréditaire du peuple souverain Likhts'amsyu, avec qui elle a des enfants.

## Activisme

### Camp Unist'ot'en
En 2010, Huson devient la coordonnatrice du camp Unist'ot'en imaginé par sa nièce Karla Tait, docteure en psychologie clinique et directrice du service clinique du camp. Freda Huson s'installe au camp pour y vivre à temps plein. Le camp Unist'ot'en est un centre visant à aider les peuples autochtones à guérir de traumatismes coloniaux en renouant avec la terre et recevant les autochtones désirant s'exprimer sur les projets de constructions sur leur territoire. Le centre accueille également des groupes de femmes, des ateliers culturels et une école de langues. Le camp comprend un bâtiment principal avec une cuisine industrielle, des chambres, une salle de jeux, des salles de réunion et un espace artistique. Il y a aussi un fumoir et d'autres petites maisons.
Le camp est créé en partie pour affirmer les droits fonciers et s'opposer aux sept gazoducs planifiés qui devaient traverser le territoire Wet'suwet'en et leur principale source d'eau, la rivière Morice . Sur les sept gazoducs planifiés, cinq sont rejetés. Alors que la construction du gazoduc Coastal Gaslink commence, le camp Unist'ot'en devient un lieu de rassemblement pour l'opposition à ce gazoduc,,.
La célèbre impasse de Standing Rock au sujet du gazoduc Dakota Access est en partie inspirée par le clan Unist'ot'en du nord de la Colombie-Britannique, qui réoccupe son territoire pour réaffirmer ses droits fonciers. Huson soutient que ces camps d'action peuvent être un lieu de guérison, même si elle reconnaît que de nombreux militants autochtones souffrent d'épuisement professionnel en raison des nombreux projets d'extraction proposés dans leur région et que beaucoup sont déjà occupés par d'autres problèmes autochtones, comme faire face aux traumatismes intergénérationnels.
Le 7 janvier 2019, un point de contrôle menant au camp fut détruit par la Gendarmerie royale du Canada (GRC) et l'armée canadienne. Plusieurs opposants à la construction des gazoducs sont arrêtés.

### Défense du territoire Wet'suwet'en
Freda Huson fait une présentation le 24 avril 2019 pour aborder les violations des droits de la personne auprès de l'Instance permanente des Nations Unies sur les questions autochtones. Huson exprime l'épuisement explicite et apparent des ressources naturelles, notamment les animaux, le saumon et l'eau. La rivière Morice, principale source d'eau de la région est, en effet, impactée par la construction du gazoduc Coastal GasLink. Les chefs héréditaires du territoire Wet'suwet'en ne donnent pas leur consentement au gazoduc et font depuis face à des injonctions judiciaires à propos de ce gazoduc. Il y a une résistance continue à la juridiction canadienne sur le territoire Wet'suwet'en, dirigée par Freda Huson.n D'ailleurs, elle réussit à bloquer différents travaux de la société Coastal GasLink à la suite de certificats environnementaux inappropriés. 
Nous ne possédons pas [la terre] … ; nous sommes chargés d'en prendre soin, donc la terre prendra soin de nous. Mais si nous détruisons la terre, nous nous détruisons nous-mêmes. - Freda Huson

### Arrestation et militantisme contre Coastal Gaslink
Freda Huson est expulsée de force par un convoi armé de la Gendarmerie royale du Canada le lundi 10 février 2020. Freda Huson, Brenda Michell (chef Geltiy) et Karla Tait organisaient une cérémonie pour les femmes autochtones disparues et assassinées au moment de l'arrestation. Elles sont ensuite emprisonnées à la prison de Houston pour être libérées quelques heures plus tard. Cette cérémonie a eu lieu en réponse au projet côtier Gaslink en Colombie-Britannique. Des robes rouges ont été accrochées en signe de femmes et de filles autochtones perdues ou assassinées, les robes ont été démolies par la GRC et plusieurs militants ont été arrêtés.

## Récompenses et nominations
En 2021, Huson reçoit le Right Livelihood Award pour son travail de reconquête de la culture de son peuple et de protection de ses terres contre les projets de développement des ressources naturelles tels que les gazoducs. Elle est choisie parmi 209 nominations dans 89 pays aux côtés de Marthe Wandou et Vladimir Slivyak,.